# Aeroportul Muzzafarpur
Aeroportul Muzzafarpur (IATA: MZU, ICAO: VEMZ) este un aeroport din Muzaffarpur⁠(d), Muzaffarpur district⁠(d), Tirhut division⁠(d), Bihar, India ce deservește zona Muzaffarpur⁠(d).
Situat la o altitudine de 53 m, aeroportul dispune de o singură pistă. Este operat de Airports Authority of India⁠(d).